# ريان سوليفان (دراج)
ريان سوليفان (بالإنجليزية: Ryan Sullivan)‏ هو دراج أسترالي، ولد في 28 نوفمبر 1984 في Evandale, Tasmania ‏ في أستراليا.